# Inanna
Inanna fou la deessa tutelar d'Uruk a Sumer des d'abans del 3000 aC. Hom la considera la deessa sumèria de la libido, la guerra i, en el seu aspecte astral, se la identifica amb el planeta Venus. Sembla ser l'antecessora de moltes divinitats similars, com Ixtar, Venus o Afrodita. Va descendir a l'infern o inframon, essent el primer relat conegut d'una catàbasi.

## Etimologia

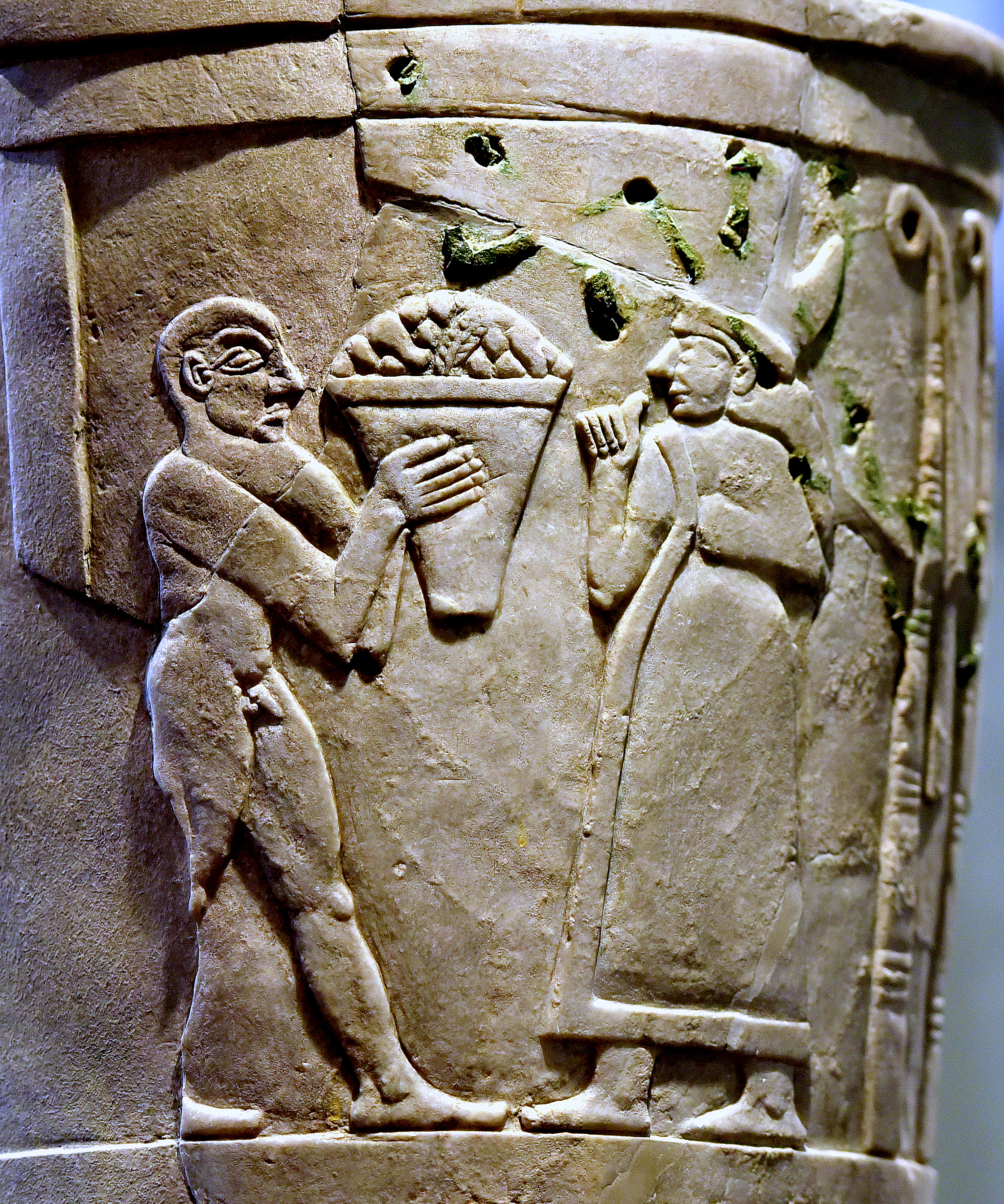
Inanna reben ofrenes en el Vas de Warka, entre 3300-3000 aC.

Inanna i Ixtar eren originalment deïtats separades i no relacionades, però es van equiparar entre elles durant el regnat de Sargon d'Accad i van arribar a ser considerada efectivament la mateixa deessa amb dos noms diferents. El nom d'Inanna pot derivar de la frase sumeri nin-an-ak, que significa "Dama del cel", però el signe cuneïforme per a Inanna (𒈹) no és una lligadura dels signes dama (sumeri: nin; Cuneïforme: 𒊩𒌆 SAL.TUG₂) i cel (sumeri: an; Cuneiforme: 𒀭 AN). Aquestes dificultats van fer que alguns assiriòlegs primerencs suggerissin que Inanna podria haver estat originalment una deessa protoeufràtica, possiblement relacionada amb Hannahannah, la deessa mare hurrita, que només va ser acceptada més tard al panteó sumeri. Aquesta idea va ser recolzada per la joventut d'Inanna, així com pel fet que, a diferència de les altres divinitats sumeries, sembla que inicialment no tenia una esfera de responsabilitats diferenciada. Els assiriòlegs moderns no accepten àmpliament la visió que hi hagués un llenguatge de substrat protoeufràtic al sud de l'Iraq.
El nom Ixtar apareix com a element en noms personals tant de l'època pre-Sargònica com post-sargonica a Accad, Assíria i Babilònia. És de derivació semítica i probablement estigui relacionat etimològicament amb el nom del déu semític occidental Attar, que s'esmenta en inscripcions posteriors d'Ugarit i del sud d'Aràbia. L'estel del matí pot haver estat concebuda com una deïtat masculina que presidia les arts de la guerra i l'estel del vespre pot haver estat concebuda com una deïtat femenina que presidia la arts de l'amor. Entre els acadians, els assiris i els babilonis, el nom del déu masculí va substituir finalment pel nom de la seva homòloga femenina, però, a causa d'un extens sincretisme amb Inanna, la deïtat es manté en femení, tot i que el seu nom era masculí.

## Mites
En algunes tradicions fou filla d'Anu i Ki (la terra), i en altres de Sin i Ningal (la lluna). Té set temples a Summer, el major estava a Uruk E.Ana. El seu consort fou Dumuzi (Semidéu i heroi d'Uruk). El temple d'Eanna a Uruk, està dedicat a ella i a Anu.

### Enki i Inanna
Segons el mite sumeri d'Enki i Inanna (en accadi Ea i Ishtar) el déu de l'aigua Enki, una de les deïtats més importants, ocultava els mes, que eren totes aquelles formes de conducta i usos socials necessaris per al funcionament del món. Però Inanna, vol portar-los a la seva ciutat d'Uruk. Per a això viatja pel cel en la seva barca cap a Apsu, la llar d'Enki. Aquest, que és advertit de les intencions d'Inanna, prepara una festa per a rebre-la. Però Inanna aprofita el convit i embriaga el déu. Quan es recupera, Enki mana a una sèrie d'emissaris perquè recuperin els mes, però Inanna els venç i finalment, s'emporta els mes a la ciutat d'Uruk a partir d'on es difonen.

### Descens a Irkalla
El viatge d'Inanna als inferns és un dels seus mites més coneguts i es lliga a les estacions. En la tradició mesopotàmica, tardor i hivern són èpoques en les quals la terra recupera la seva força i la seva puresa en contraposició amb primavera i estiu, èpoques de florida i fertilitat. A Sumèria, aquesta època (tardor i hivern) es fa servir amb el mateix fi religiós, recuperar la força i millorar internament. Irkalla era una cova profunda i fosca, situada sota terra. La vida allà es veia com "una versió fosca de la vida a la Terra".; és el lloc al que van, segons la tradició mesopotàmica, les impureses, els mals hàbits, les memòries que es perden, així com el lloc al que van els morts. La mort, en la tradició mesopotàmica, és un estat de purificació i millora que condueix a una nova vida. Era governat per la germana d'Inanna i deïtat oposada, Ereixkigal.
Abans de marxar, Inanna ordena la seva assistent i servent Ninshubur que implori les deïtats Enlil, Nanna, An i Enki per a salvar-la si, al cap de tres dies, no torna. Les lleis del món subterrani determinen que, a excepció dels designats com a missatgers, qui hi accedeixi mai no en pot sortir. Inanna es vesteix elaboradament per a la visita; porta un turbant, una perruca, un collaret de lapislàtzuli, perles als pits, un "vestit de palla" (roba de dona), rímel, un cuirassa i un anell daurat i té un vareta de mesura de lapislàtzuli. Cada peça de roba és la representació d'un poderós me que té.
Inanna truca a les portes del món subterrani, exigint l'entrada. El porter Nergal pregunta perquè ha vingut i Inanna respon que vol participar en els ritus funeraris de Gugalanna, el "marit de la meva germana gran Eresquigal". Neti ho informa a Ereixkigal, qui li diu: "Bloqueja les set portes del món subterrani. Llavors, d'una en una, obriu a cada porta una escletxa. Deixeu entrar Inanna. En entrar, traieu-vos la roba reial." Potser la roba d'Inanna no era adequada per a un funeral, que juntament amb el seu comportament arrogant, van deixar Eresquigal sospitant. Seguint les instruccions d'Ereixkigal, Neti li diu a Inanan que pot entrar la primera porta de l’inframon, però ha de lliurar la seva vareta de lapislàtzuli. Ella pregunta per què, però en resposta, ell diu: "Aquestes són només les regles de l'inframon". Accepta les condicions i passa. Inanna travessa un total de set portes, traient-se en cadascuna una peça de roba o algunes de les joies que portava al començament del viatge, perdent el seu poder. Quan arriba davant de la seva germana, està nua: Darrere d'ella ajupida i despullada, uns servents se li van endur la roba, i després va fer aixecar la seva germana Ereixkigal del tron i es va asseure al seu lloc. Anna, els set jutges, van prendre una decisió. La van mirar: l’aspecte de la mort. Li van parlar: el discurs de la ira. Li van cridar: el crit de la forta culpabilitat. La dona afectada es va convertir en un cadàver. El cadàver es va penjar en un ganxo.
Passen tres dies i tres nits, i Ninshubur, seguint instruccions, va als temples de Enlil, Nanna, An i Enki, i els suplica a cadascun d'ells que rescati a Inanna. Les tres primeres deïtats es neguen, dient que el destí d'Inanna és culpa seva, però Enki està profundament preocupat i accepta ajudar. Enki crea dues figures sense sexe anomenades gala-tura i el kur-jara a partir de la brutícia sota les ungles de dos dels seus dits. Al kur-jara li va donar la planta que dona vida. A la gala-tura li va donar l’aigua vivificant, i els va enviar al món subterrani amb instruccions per quan trobin Ereixkigal. Quan arriben on està Ereixkigal, ella està en agonia com una dona que dona a llum. Ella els ofereix tot el que vulguin, inclosos rius d’aigua i camps de gra que donen vida, si poden alleujar-la, però rebutgen totes les seves ofertes i només demanen el cadàver d'Inanna.
La gala-tura i el kur-jara esquitxen el cadàver d'Inanna amb el menjar i l'aigua de la vida i la reviuen.
Els dimonis Gallu dimonis enviats per Ereixkigal segueixen Inanna fora de l'inframon, insistint que algú més ha de ser portat a l'inframon com a substitut d'Inanna. Primer arriben a Ninshubur i intenten prendre-la, però Inanna els atura, insistint que Ninshubur és el seu fidel servent i que la va plorar mentre estava al món subterrani. Després es troben amb Shara, l'esteticista d'Inanna, que encara està de dol. Els dimonis intenten agafar-la, però Inanna insisteix que no ho han de fer, perquè també havia plorat per ella. La tercera persona amb qui es troba és Lulal, que també està de dol. Els dimonis intenten agafar-lo, però Inanna els atura una vegada més.

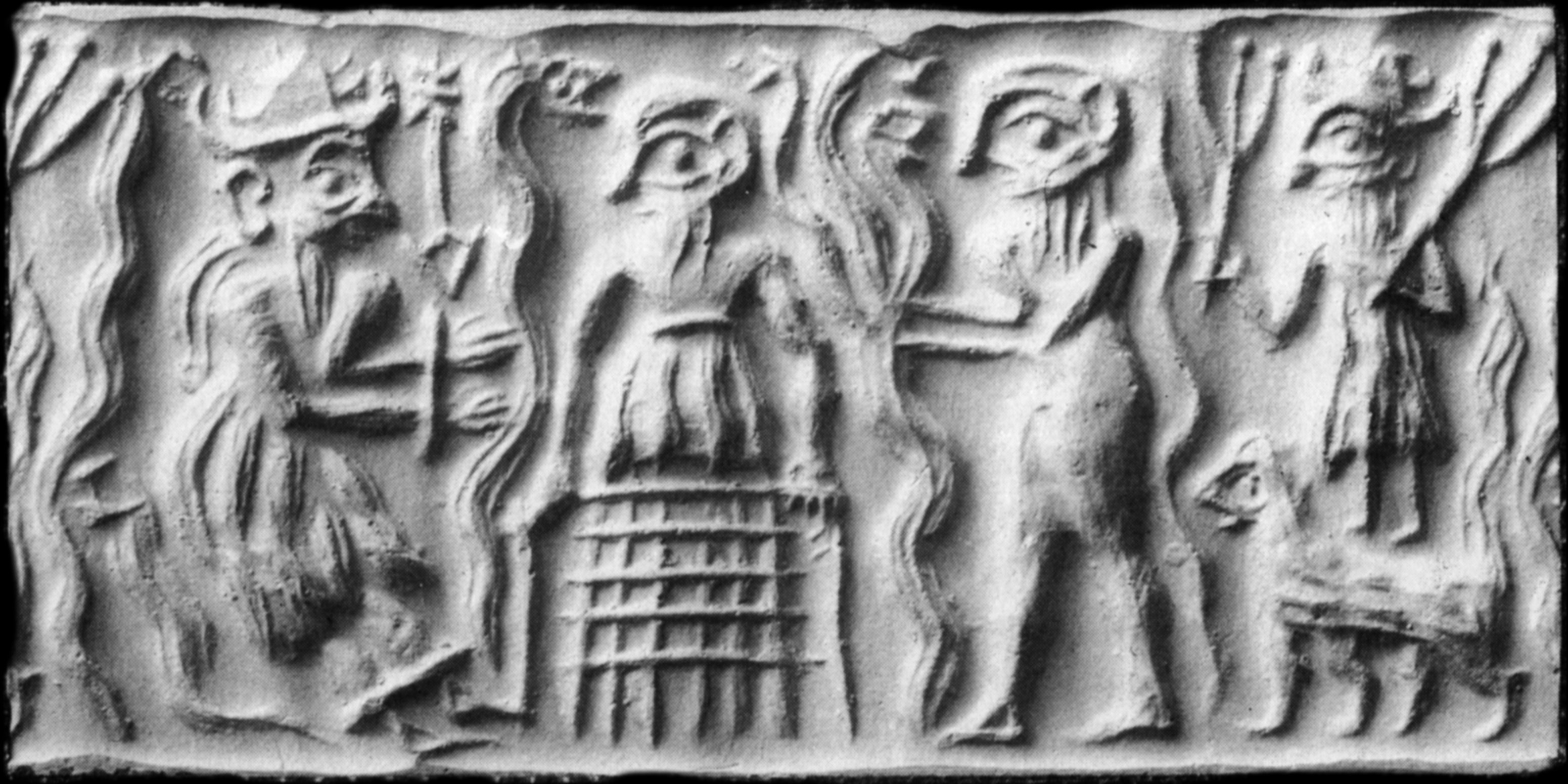
Segell cilíndric sumeri antic mostrant Dumuzid sent torturat al món subterrani pels dimonis gallu.

Finalment, es troben amb Dumuzi, el marit d'Inanna. Malgrat el destí d'Inanna, i en contrast amb l'altre persones que la ploraven adequadament, Dumuzid està luxosament vestit i descansa sota un arbre o sobre el seu tron, entretingut per esclaves. Inanna, disgustada, decreta que els gallu se'l emportaran. Els gallu després arrosseguen Dumuzid cap al món subterrani.
Un altre text conegut com a "Somni de Dumuzi" (ETCSL 1.4.3) descriu els reiterats intents de Dumuzi d'evadir la captura per part dels dimonis, un esforç en què l'ajuda el déu del sol Utu.
En el poema sumeri "El retorn de Dumuzi", que comença on acaba "El somni de Dumuzi", la germana de Dumuzi Geshtinanna es lamenta contínuament durant dies i nits per la mort de Dumuzi, juntament amb Inanna, que aparentment ha experimentat un canvi de cor i Sirtur, la mare de Dumuzi. Les tres deesses ploren contínuament fins que una mosca revela a Inanna la ubicació del seu marit. Juntes, Inanna i Geshtinanna van al lloc on la mosca els ha dit que trobaran Dumuzi. El troben allà i Inanna decreta que, a partir d'aquest moment, Dumuzid passarà la meitat de l'any amb la seva germana Ereshkigal a l'inframon i l'altra meitat de l'any al cel amb ella, mentre que la seva la germana Geshtinanna ocupa el seu lloc al món subterrani.
Com a conseqüència Dumuzi regna durant la tardor i l'hivern, mentre Inanna regna durant la primavera i l'estiu.

## Culte

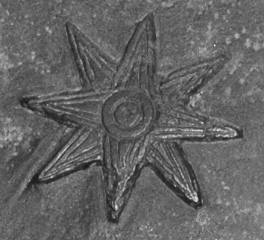
Estel de vuit puntes, símbol de Inanna.

Va tenir set temples a Sumèria, el major dels quals estava a Uruk el temple d'Eanna, dedicat a ella i a Anu. La ciutat d'Uruk, dedicada a Inanna, tenia celebracions diverses d'àmbit sexual i violent. Es tenen referències del poema babiloni d'Erra, en el qual es critica durament l'actitud d'un rei d'Uruk, que no tracta amb suficient amabilitat a les "prostitutes, cortesanes i […] als nois alegres que van canviar la seva masculinitat per feminitat "així com els portadors de dagues, portadors de navalles..., ja que aquests amb els seus actes agraden al cor d'Ishtar.

### Símbols
El símbol que més freqüentment s'associa al culte d'Inanna és l'estel de vuit puntes, que també es relaciona amb el planeta Venus del qual ella n'era patrona. L'associació amb aquest planeta es veu reflectida en el seu descens als inferns, ja que l'astre sembla ocultar-se sota terra per emergir en els seus moviments respecte la Terra. Posteriorment aquesta estrella va combinar-se amb el pentacle o una estrella de cinc puntes.